# Азад Хинд

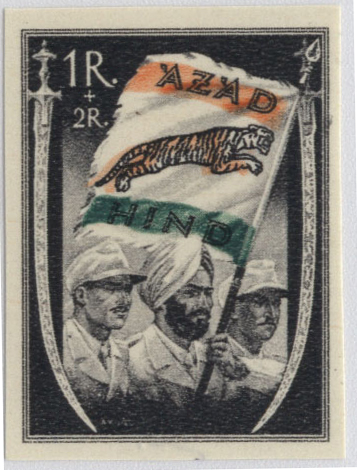
Почтовая марка (напечатана в Германии в 1943 году, в оборот не вышла)

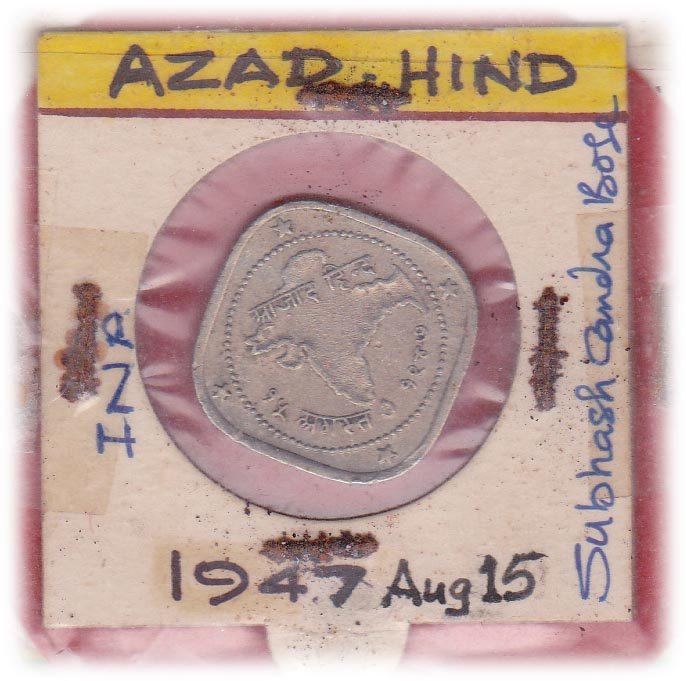
Монета (отчеканена в Сингапуре в 1943 году, в оборот не вышла)

Временное правительство Свободной Индии (хинди आर्ज़ी हुक़ूमत-ए-आज़ाद हिन्द, урду عارضی حکومت‌ِ آزاد ہند‎, непальск. आजाद हिन्द, англ. Provisional Government of Free India; или просто «Свободная Индия», Азад Хинд) — созданное при поддержке Японской империи временное правительство, претендовавшее на контроль над территорией Индии в противовес британской администрации.
Фактически при помощи японской армии его суверенитет распространялся лишь на несколько островов и небольшую территорию на востоке материковой Индии. Возглавлялось известным националистом и борцом за независимость Индии Субхасом Чандра Босом. С поражением Японской империи, от которой оно полностью зависело, в 1945 году «временное правительство Свободной Индии» прекратило существование.

## История
Создано индийскими политическими эмигрантами-националистами с целью, как они полагали, освобождения Индии от британского правления, при финансовой, военной и политической поддержке Японии. Главой правительства, сформированного 21 октября 1943 года, был провозглашён Субхас Чандра Бос. Азад Хинд выпускал свои собственные деньги и почтовые марки, имел свою судебную систему и гражданский кодекс, и многие индийцы воспринимали его как законное правительство, отстаивающее независимость Индии. Знамя Азад Хинд имело индийские национальные цвета — оранжевый, белый и зелёный, с изображением прыгающего тигра.
Несмотря на эту поддержку, в реальности Азад Хинд контролировал лишь небольшую территорию — Андаманские и Никобарские острова, а также часть будущих штатов Манипур и Нагаленд. До конца своего существования Азад Хинд сильно зависел от японской помощи.
Немедленно после создания Азад Хинд объявил войну англо-американским союзным войскам на индо-бирманском фронте. Были сформированы собственные вооружённые силы, Индийская национальная армия, которая вела боевые действия против англичан (в реальности — против индийцев, носивших британскую форму) на участке фронта Импхал-Кохима. Ей удалось прорвать британскую оборону в Кохиме и дойти до Мойранга, однако в результате успешного контрнаступления британских сил осаду этого города пришлось снять.
После гибели Боса в авиакатастрофе в 1945 году правительство прекратило существование, а Индийская национальная армия капитулировала. Тем не менее солдат и офицеров этой армии в Индии встретили как героев, и британцы были вынуждены амнистировать большинство из них. Такие видные деятели бывшего правительства Азад Хинд, как Лакшми Сахгал и др., стали играть видную роль в индийской политике.